# Неистовый (фильм, 2020)
«Неи́стовый» (англ. Unhinged) — американский экшн-триллер 2020 года режиссёра Деррика Борте по сценарию Карла Эллсуорта. Главные роли исполнили Рассел Кроу, Карен Писториус и Гэбриел Бейтман. Сюжет повествует о мстительном водителе, который терроризирует женщину и её сына после словесной перепалки на дороге.
Премьера состоялась 16 июля 2020 года в Германии. Фильм был выпущен в США 21 августа 2020 года, в России — 6 августа 2020 года. 

## Сюжет
В прологе мстительный мужчина ночью проникает в дом бывшей жены и её любовника, и убивает их. Затем он обливает дом бензином, поджигает его и уезжает.
Действие переносится на следующий день. Мать-одиночка Рейчел Флинн живёт вместе с сыном Кайлом, своим младшим братом Фредом и его девушкой Мэри. Утром Рейчел отвозит сына в школу, при этом попадая в многочисленные пробки и опаздывая на работу. Она сообщает по телефону своей клиентке, Деборе Хэскелл, что опаздывает, на что та увольняет Рейчел.
Чтобы Кайл успел в школу, Рейчел сворачивает на другое шоссе и несколько раз сигналит серому пикапу, стоящему посередине дороги при зелёном свете светофора. Рейчел объезжает машину и встаёт в следующую пробку. Их догоняет серый пикап, за рулём которого оказывается тот самый мужчина из вступительной сцены. Он извиняется перед Рейчел и просит её сделать то же самое, однако она в категоричной форме отказывает ему. Тогда водитель угрожает ей, что вскоре она пожалеет о своём решении. Он обгоняет Рейчел и преграждает ей путь, но затем уезжает.
Рейчел довозит сына до школы и звонит своему другу Энди, адвокату по разводам, с предложением встретиться в закусочной. Затем она приезжает на заправку, однако, зайдя в магазин, видит на улице мужчину, который угрожал ей ранее. Один из клиентов заправки провожает её до машины. Однако водитель неожиданно сбивает парня и начинает преследовать Рейчел. Оторвавшись от него, Рейчел обнаруживает, что мужчина украл её телефон.
В это время водитель пикапа приходит к Энди в кафе и представляется ему Томом Купером — «давним другом» Рейчел. Затем он звонит ей на телефон, оставленный им в её машине, и раскрывает свой план преподать «пару смертельных уроков», чтобы научить Рейчел искренне просить прощения. После этого он убивает Энди на глазах посетителей кафе. Рейчел в слезах приносит извинения Тому, однако он не принимает их и требует назвать имя следующей жертвы. Рейчел выбирает бывшую клиентку Дебору. Том, ожидая, что она отправит полицию к Деборе, вместо этого едет в дом Рейчел, убивает Мэри и нападает на Фреда. Затем в доме появляется вызванная Рейчел полиция, которая ранит Тома, на что тот поджигает Фреда и сбегает.
Купер по телефону сообщает Рейчел о смерти брата и о намерении убить её сына. Рейчел едет в школу, забирает Кайла и уезжает с ним за город. Кайл заявляет матери, что местоположение Купера можно определить с помощью планшета. Отследив путь, они понимают, что он едет перед ними на минивэне. Преследуя Рейчел, Том устраивает массовые аварии на шоссе. Рейчел сворачивает в посёлок, где живёт её мать, пользуясь тем, что путь к ней извилистый, и Том временно теряет их след.
По приезде Кайл прячется в доме, а Рейчел ожидает Купера. Том находит дом, но оказывается протаранен боковым ударом другой машины, в которую пересела Рейчел. Уцелевший в аварии Купер ударяет Рейчел и идёт в дом искать её сына. Однако Рейчел незаметно проникает туда и первее находит Кайла, после чего их обоих обнаруживает Том. Он избивает Рейчел и пытается задушить проводом Кайла. Рейчел атакует Тома, вонзая ножницы ему в глаз, и тем самым убивает его. Прибывшая полиция сообщает им, что Фред выжил после нападения. Рейчел с Кайлом едут к нему в больницу и на перекрёстке их подрезает автомобиль. На этот раз Рейчел сдерживается от подачи сигнала, на что сын говорит ей: «Правильный выбор». Они уезжают.

## В ролях
- Рассел Кроу — мужчина, Том Купер[4]
- Карен Писториус — Рейчел
- Гэбриел Бейтман — Кайл
- Джимми Симпсон — Энди
- Остин П. Маккензи — Фред
- Майкл Пападжон — полицейский
- Энн Мари Лейтон — Дебора Хэскелл
- Люси Фауст — Рози
- Сильвия Грэйс Крим — учительница

## Производство
Производство картины началось в середине 2019 года в Кеннере, а также проходило в Новом Орлеане. Большая часть фильма была снята за одну пятницу, в дневной час пик, на автостраде Monash Freeway в Австралии.

## Маркетинг
Первый официальный трейлер фильма был опубликован в интернете компанией Solstice Studios 12 мая 2020 года. Локализованный трейлер картины появился в сети 6 июля 2020 года.